# Elektrische auto in België

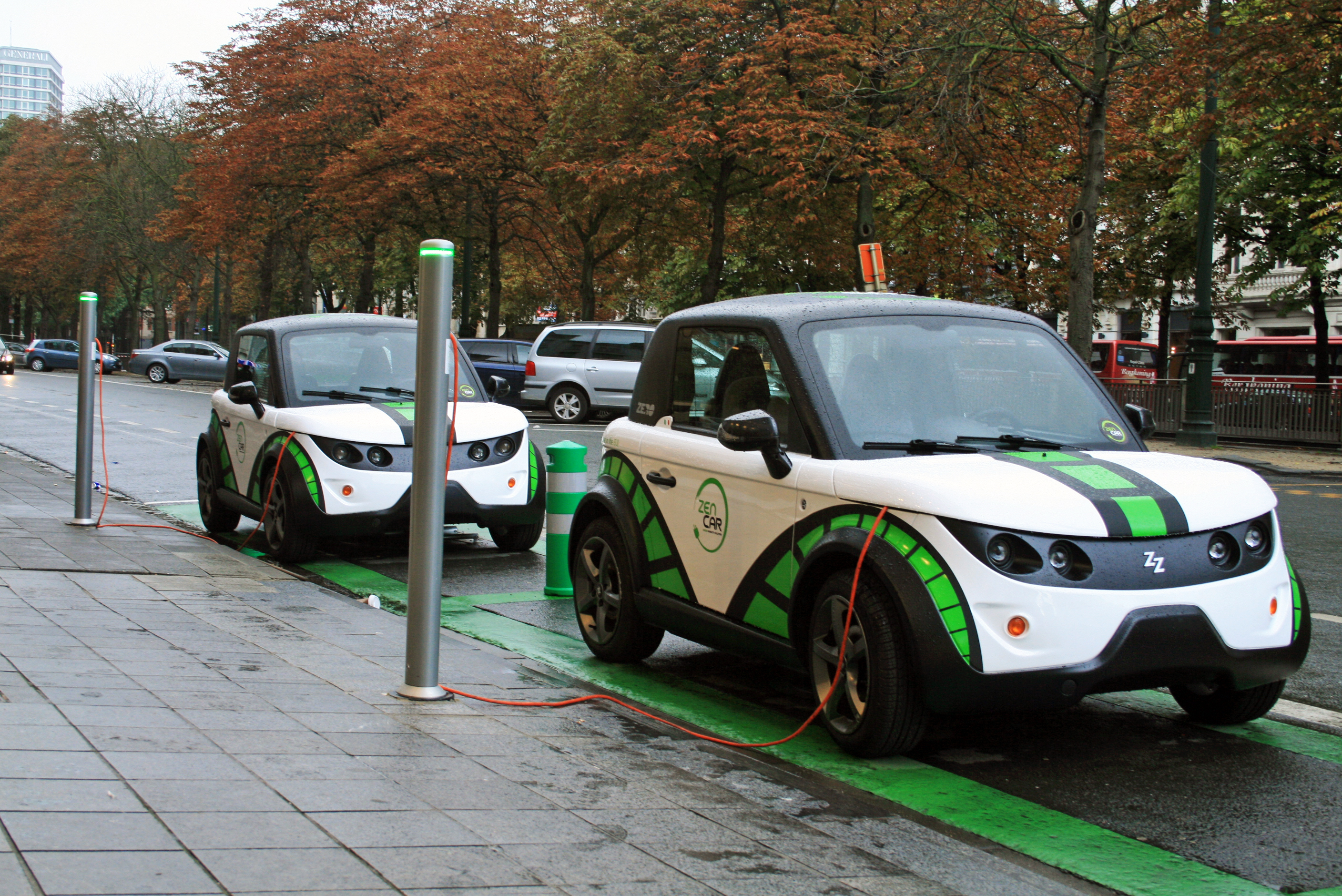
Twee Tazzari Zero van het autodelenbedrijf Zen Car die opladen.

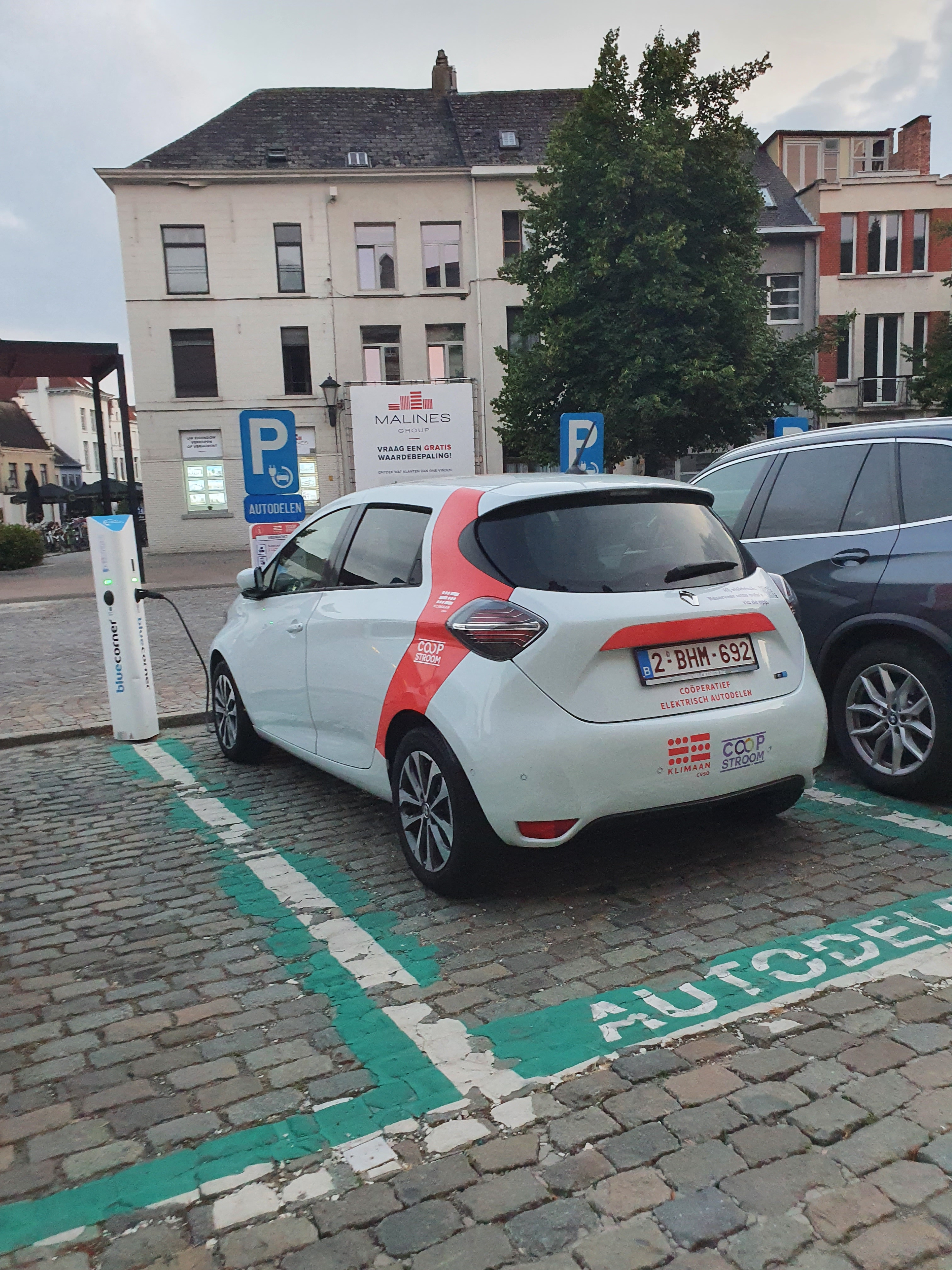
Elektrische deelwagen van Klimaan aan een laadpaal

De elektrische auto in België wordt door de verschillende gewesten van België door middel van subsidies, belastingverminderingen en premies gestimuleerd. De federale overheid geeft ook fiscale voordelen voor vennootschappen. 

## Omvang
Aanvankelijk gaf de Belgische regering een fiscale steun van 30 % van de nieuwwaarde van een elektrische auto, met een plafond van 9 510 euro. De verkoop van elektrische auto's steeg van 97 exemplaren in 2009, naar 116 in 2010, 425 in 2011, tot 900 in 2012. Toen de federale steun in 2013 werd afgeschaft, zag men de verkoop van elektrische auto's in België halveren. Enkel het Waals Gewest gaf nog een "éco-bonus" van 2500 euro.
België tekende in 2017 de procentueel grootste groei in de verkoop van elektrische auto's in Europa op en belandde hierdoor op de zesde plaats in Europa wat betreft het aandeel van elektrische auto's. In 2020 werden in België 8.666 nieuwe, volledig elektrische en 18.539 plug-in-hybride auto's geregistreerd.
Marktaandeel van elektrische auto's in België per jaar
■ BEV: volledig elektrische auto met batterij
■ PHEV: plug-in elektrische hybride auto
Aandeel van elektrische auto's in het Belgische personenwagenpark per jaar
■ BEV: volledig elektrische auto met batterij
■ PHEV: plug-in elektrische hybride auto

## Stimulansen

### Federale fiscaliteit
Belgische vennootschappen kunnen de aankoop van een volledig elektrische auto en hun kosten − met uitzondering van de stroom voor hun voertuig, die voor 75 % kan worden afgetrokken − voor 120 % aftrekken van hun belastingen. Met betrekking tot de zogenaamde Voordelen van alle aard (bedrijfswagen), die de werknemer bij zijn personenbelasting in rekening moet brengen, geldt sinds 2014 een nieuwe berekening op basis van onder andere CO2-uitstoot en hierbij vallen elektrische auto's in de laagste categorie.
Met een uitfasering van de fiscale aftrekbaarheid voor niet-emmissievrije auto's wil de federale overheid dat tegen 2026 alle nieuwe bedrijfswagens elektrische auto's zijn.

### Gewestelijke premies en subsidies
Het Vlaams Gewest gaf sinds januari 2016 echter een "Zero Emissie Premie" voor de aankoop (vanaf 1 januari 2016) van een nieuwe, volledig elektrische auto (ook waterstofauto's vallen hieronder) voor zowel particulieren, zelfstandigen, vzw’s als deelauto-bedrijven, die in Vlaanderen wonen of zijn gevestigd. Deze premie gold enkel voor auto's van categorie M1 (gewone personenwagens) of N1 (lichte bestelwagens met maximummassa tot 3,5 ton). De auto moest bovendien ingeschreven worden in het Vlaams Gewest, minstens drie jaar dezelfde eigenaar hebben en de bestelling moet ook − ten laatste drie maanden na de inschrijving − online worden geregistreerd. De premie bedroeg in 2016 nog maximaal 5000 euro en moest vervolgens jaar na jaar met 1000 euro dalen. Maar toen in 2018 bleek dat de dalende premie geen groot succes was (in 2017 werden slechts 321 aanvragen gedaan, terwijl er ongeveer 2000 nieuwe elektrische auto's waren ingeschreven), besloot de Vlaamse regering de premie - met terugwerkende kracht - voor 2018 en 2019 terug op te trekken tot 4000 euro. Bovendien kunnen sinds 1 januari 2018 ook vzw's en aanbieders van autodelen deze premie aanvragen. Sinds 2020 is de premie afgevoerd.
In 2023 voerde de Vlaamse regering opnieuw een premie in voor de aankoop van een elektrische wagen door particulieren, vzw’s en aanbieders van deelmobiliteit. De premie loopt in 2024, 2025 en 2026 met dalende bedragen.

### Belasting op inverkeerstelling
In Vlaanderen zijn volledig elektrische auto's vrijgesteld van belasting op inverkeerstelling, terwijl men zowel in het Brussels als Waals Gewest het minimumbedrag van 61,5 euro moet betalen.

### Verkeersbelasting
In Vlaanderen zijn volledig elektrische auto's vrijgesteld van verkeersbelasting, terwijl men zowel in het Brussels als Waals Gewest het minimumbedrag van 77,35 euro moet betalen.

## Provinciale en lokale initiatieven
Er zijn ook enkele initiatieven te stimuleren van het elektrische rijden op het provinciaal en lokaal niveau. In de provincie Vlaams-Brabant is de vzw Bond Beter Leefmilieu met het project Testrijders begonnen om twintig vrijwilligers een Nissan Leaf 2.0 in leasing aan te bieden, waarna deze personen als ambassadeurs voor elektrisch rijden optreden en ook hun auto delen via CarAmigo (particuliere autoverhuur) om zo ook andere mensen met een elektrische auto te laten kennismaken.
Een in 2016 begonnen project van Bond Beter Leefmilieu samen met de taxifederatie GTL (Nationale Groepering van Ondernemingen met Taxi- en Locatievoertuigen met Chauffeur) is Clean Power for Taxis, dat tot doel heeft om ervoor te zorgen dat tegen 2020 één op de tien taxi's een elektrische auto is. De vijf steden die aan dit project deelnemen zijn Antwerpen, Leuven, Brugge, Gent en Mechelen.

## Laadinfrastructuur
De laadinfrastructuur voor elektrische auto's kent sinds 2013 een gestage opmars: van 331 gewone oplaadpalen en 47 snellaadpalen (o.a. Tesla Superchargers) in 2013 naar 2.716 gewone oplaadpalen en 242 snellaadpalen in 2018 en 8.006 gewone oplaadpalen en 476 snellaadpalen in 2020.
Voor publieke laadpalen in Vlaanderen heeft het Departement Mobiliteit en Openbare Werken in 2022 een concessie gegeven aan TotalEnergies en Engie. Tot 2020 had Fluvius een concessie met Allego. Veel publieke laadpalen in Vlaanderen zijn dus van deze drie bedrijven.
Laadinfrastructuur in België per jaar
■ Snellader: meer dan 22kW. ■ Normale lader: minder dan of gelijk aan 22kW.

## Autofabrikanten
Audi produceert in haar fabriek Audi Brussels sinds 2018 de volledig elektrische productiewagen Audi e-tron. Volvo produceert sinds 2021 elektrische auto's (Volvo XC40 Recharge, Volvo C40) in
haar fabriek Volvo Cars Gent. Ook de Chinese elektrische-autofabrikant ThunderPower heeft een samenwerkingsakkoord met het Waalse investeringsfonds SOGEPA ondertekend om de Chloé, een elektrisch stadwagen met een autonomie van 350 km (NEDC), in Gosselies te zullen bouwen.
Er is een groot aantal autofabrikanten dat in België volledig elektrische personenauto's of bestelbusjes (FEV) levert:
| Merk       | Model                        |
| ---------- | ---------------------------- |
| BMW        | i3                           |
| Citroën    | C-Zero, e-Berlingo, e-Méhari |
| Hyundai    | IONIQ, Kona EV               |
| Jaguar     | I-Pace                       |
| KIA        | Soul EV                      |
| Mitsubishi | i-MiEV                       |
| Nissan     | e-NV200 Evalia, Leaf, Ariya  |
| Peugeot    | iOn                          |
| Porsche    | Taycan                       |
| Renault    | Kangoo Maxi ZE, Twizy, ZOE   |
| Smart      | EQ                           |
| Tesla      | Model S, Model X, Model 3    |
| Volkswagen | e-Golf, e-Up!                |

## Technische innovaties
Enkele spin-offs van Belgische universiteiten hebben technische innovaties voor de ontwikkeling van elektrische auto's kunnen realiseren. Zo bouwde Inverto, een spin-off van de Universiteit Gent, in 2012 de eerste magneetvrije motor voor elektrische auto's. IMEC, een spin-off van de Katholieke Universiteit Leuven, maakte dan weer in 2018 bekend dat ze een doorbraak hadden bereikt op het vlak van de ontwikkeling van de tractiebatterij voor elektrische auto's.